# Cadena productiva
Cadena productiva o proceso productivo es el conjunto de operaciones planificadas de transformación de unos determinados factores o insumos en  bienes o servicios mediante la aplicación de un procedimiento tecnológico.
Una cadena productiva consta de etapas consecutivas a lo largo de las que diversos insumos sufren algún tipo de cambio o transformación, hasta la constitución de un producto final y su colocación en el mercado. Se trata, por tanto de una sucesión de operaciones de diseño, producción y de distribución integradas, realizadas por diversas unidades interconectadas como una corriente, involucrando una serie de recursos físicos, tecnológicos y humanos. La cadena productiva abarca desde la extracción y proceso de manufacturado de la materia prima hasta el consumo final.